# Ambassadør
En ambassadør er en diplomat af højeste rang, chef for en ambassade og sit lands officielle repræsentant i en anden stat.
Julius Cæsar skrev i sin bog om gallerne, at de kaldte tjenerne ambacti, der på latin i ental blev til ambactus. På fransk udvikledes ordet "ambassadør" derfra. Indlånt til norrønt fik man ordet ambátt, der betød "tjenestepige" og blev videreudviklet til ordet "embede". På tysk fik man af samme ordstamme ordet "Amt", der også benyttes i moderne dansk. Ordene "ambassadør", "amtmand" og "embedsmand" har altså det samme keltiske ophav, men det første har taget omvejen om fransk, det andet om tysk, mens det tredje er nordisk.
En ambassadør er akkrediteret modtagerstatens statsoverhoved. Før en ambassadør tiltræder sin post, skal han have opnået agrement fra modtagerstaten. Under en ambassadørs fravær fra posten vil ambassadens ledelse blive varetaget af den rang- og tjenstældste medarbejder ved ambassaden som chargé d'affaires a.i.
De diplomatiske forbindelser mellem Commonwealthlandene varetages af højkommissariater og højkommissærer, som har samme rang og status som ambassader og ambassadører i forholdet mellem andre stater.
Enkelte højtstående embedsmænd i Udenrigsministeriet har titel af ambassadør, selv om de gør tjeneste i København.
Danske ambassadører udnævnes af Kongen efter indstilling fra udenrigsministeren.